# Jaime Serra
Jaime dos Santos Serra (Alcântara, 22 de janeiro de 1921 — 8 de fevereiro de 2022) foi deputado da Assembleia Constituinte da Terceira República Portuguesa, deputado da Assembleia da República Portuguesa nas primeiras quatro legislaturas em todas elas eleito pelo Partido Comunista Português do qual foi membro histórico do seu comité central e dirigente do comando central da Ação Revolucionária Armada.

## Biografia

#### Infância
Os pais de Jaime Serra, oriundos das localidades do Pesinho e do Telhado, na Beira-Baixa, mudam-se antes do seu nascimento para Lisboa já com dois filhos pequenos procurando escapar às dificuldades económicas. O seu pai, Joaquim Eleutério, emprega-se como estivador e adere ao movimento anarcossindicalista, sendo leitor regular do jornal A Batalha e de outra literatura revolucionária, ativista militante das greves operárias e membro da Associação de Classe dos Trabalhadores do Tráfego do Porto e de Lisboa.
Jaime Serra nasce neste contexto, no bairro operário de Alcântara onde a família se estabelecera, um mês e meio antes da fundação do Partido Comunista Português do qual a sua vida se viria a tornar indissociável.

#### Juventude
A convivência com o pai, torna Jaime Serra politicamente consciente desde tenra idade. Antes dos doze anos já Jaime Serra era um leitor ávido da imprensa e literatura revolucionária, tendo lido as obras Germinal e Trabalho da autoria de Émile Zola.
Quando o pai de Jaime Serra morre, aos 41 anos, na sequência de um acidente de trabalho na sua carroça de venda ambulante para sustentar a família durante uma greve prolongada, Jaime Serra tinha cerca de dez anos e é forçado a abandonar os estudos e a ir trabalhar para ajudar a sustentar a família de 4 irmãos e mãe viúva.
Trabalha na construção civil no Barreiro, por intermédio de um vizinho, que o leva para carregar tijolos e argamassa. É forçado a pernoitar no estaleiro da obra, durante um ano dormindo "numa banheira de pedra com um pouco de palha a servir de colchão", como relatará mais tarde numa das suas obras autobiográficas. É nesse estaleiro de obras que virá a entrar em contacto pela primeira vez com um militante comunista, que o introduz à biblioteca dos Penicheiros, no Barreiro, onde Jaime Serra frequenta com regularidade aulas de esperanto.

## Percurso Político

### Adesão ao Partido Comunista
A adesão de Jaime Serra ao Socorro Vermelho Internacional, cuja acção girava então à volta da solidariedade para com a luta do povo espanhol, ocorre na sequência das revoltas operárias de 18 de Janeiro de 1934 na Marinha Grande, ou de 23 de Maio de 1936 no Barreiro, ocasião presenciada por Jaime Serra em que a Polícia de Vigilância e Defesa do Estado e a Guarda Nacional Republicana prendem por razões políticas o sindicalista José Francisco nas instalações das oficinas da Comboios de Portugal e provocam uma revolta dos operários, que cercam os agentes policiais e reclamam a libertação do colega, ação à qual aderem os operários das fábricas vizinhas, entre eles inúmeros ativistas de relevo, como Manuel Firmo, naquele que ficou conhecido como "Caso do Vapor Évora", nome do navio no qual fugiram para Lisboa os agentes da PVDE. Jaime Serra começa a militar no Partido Comunista Português em 1936.

### Militância Comunista
Com apenas 15 anos, Jaime Serra assiste à Revolta dos Marinheiros de 1936 a caminho de uma obra perto do Forte do Alto do Duque, onde escuta os primeiros disparos da artilharia de costa contra os barcos sequestrados pelos marinheiros integrantes da Organização Revolucionária da Armada, afeta ao Partido Comunista Português.

### Prisão Política
Numa época em que a PIDE, por decorrer a Guerra Civil Espanhola, realizava rusgas frequentes, Jaime Serra é preso pela primeira vez por ser apanhado na posse de uma edição do jornal Avante!, que distribuía clandestinamente, a 24 de janeiro de 1937. É espancado no Governo Civil de Lisboa. Faz 16 anos na prisão.

### Célula do Arsenal do Alfeite
Libertado, muda de profissão, por intermédio do militante Alfredo Dinis, e inicia os estudos no curso noturno da Escola Industrial Marquês de Pombal. Trabalha na Construtora Moderna, em Pedrouços, como traçador naval, e em 1939 é admitido como operário do Arsenal do Alfeite, onde trabalhará até 1947 e onde organizará a célula clandestina do PCP no Arsenal, responsável pela distribuição de 100 exemplares do jornal Avante! entre os mais de 3 000 trabalhadores, dos quais 50 tornaram-se militantes comunistas.

### Clandestinidade
Em 1945, na sequência do fim da Segunda Guerra Mundial, é criado o Movimento de Unidade Democrática que permite à PIDE referenciar muitos militantes comunistas dado o caráter semilegal desta atividade política. Jaime Serra será referenciado em 1947 e forçado a passar a desempenhar a sua atividade política clandestinamente, quando já era casado e tinha uma filha. A sua segunda filha, Olga Maria, nascerá em 1948 já na clandestinidade.

Fotografias de Jaime Serra quando preso, de 1955

### Sucessivas prisões e fugas
Preso por motivos políticos pela segunda vez em 1949, Jaime Serra é fortemente torturado durante meses, nos calabouços da Cadeia do Aljube, nunca cedendo a prestar declarações à PIDE. Transferido para a prisão do Forte de Peniche, foge a 3 de novembro de 1950 com Francisco Miguel Duarte, que seria recapturado.
Jaime Serra seria preso pela terceira vez no mês de dezembro de 1954, na Prisão de Caxias, da qual consegue escapar ao fim de dois anos, em março de 1956. Preso pela quarta vez em dezembro de 1958, será um dos dez militantes do PCP que executa a Fuga de Peniche. Daí em diante conseguirá escapar à perseguição da PIDE até ao derrube da ditadura do Estado Novo em 1974, sem nunca ter deixado a actividade no interior do País.

### Comité Central do PCP
Adotando o pseudónimo de Freitas, Jaime Serra integrará o Comité Central do PCP em 1952 e posteriormente a sua Comissão Política. Destacar-se-ão particularmente as suas participações em 1957 no V Congresso do PCP, em que apresenta o relatório sobre política colonial, e em 1965, no VI Congresso do PCP em Kiev. Foi na base da sua intervenção, que o V Congresso do PCP aprovou uma Resolução que condenou o colonialismo e proclamou de forma inequívoca o direito dos povos das colónias portuguesas à autodeterminação e à completa independência.

### Operações Políticas
Em 1962 o PCP encarrega Jaime Serra da direção da exigente operação de proporcionar a fuga clandestina de Portugal, por mar, dos dirigentes revolucionários anticoloniais, Agostinho Neto e Vasco Cabral, que se viria a realizar com sucesso. Já em 1970, no auge da Guerra Colonial, Jaime Serra dirige-se por escrito ao Comité Central do PCP advogando pela necessidade da realização de ações armadas sem derramamento de sangue contra o regime do Estado Novo. É assim encarregue pelo PCP da criação da Ação Revolucionária Armada.

### Ação Política em Democracia
Após a Revolução dos Cravos, Jaime Serra é deputado pelo PCP à Assembleia Constituinte e sucessivamente, até 1983, será deputado da Assembleia da República, na primeira e segunda legislaturas pelo círculo de Setúbal, e pelo círculo de Coimbra na III e IV legislaturas. Mantém-se na Comissão Política do PCP, na Comissão Central de Controlo e Quadros, na Comissão Central de Controlo e na Comissão Administrativa e Financeira.

## Obra Escrita
Mantido em cárcere por motivos políticos pela Polícia Internacional e de Defesa do Estado num total de cinco anos e em consequência de quatro detenções, Jaime Serra preparou um total de seis fugas, três das quais bem sucedidas, que são descritas nas obras da sua autoria Eles têm o direito de saber e 12 Fugas das Prisões de Salazar, entre outras, escritas após a Revolução dos Cravos.

## Ler mais
- Histórias da Clandestinidade, 2017, Editorial Avante